# Monkeypaw Productions
Monkeypaw Productions es una productora de cine y televisión estadounidense fundada en 2012 por Jordan Peele .  La compañía es conocida por producir películas de terror, como Get Out, Us, Candyman, Nope y Wendell & Wild. En 2019, la empresa firmó un acuerdo de exclusividad de 5 años con Universal Pictures. 

## Descripción general
En 2012, Jordan Peele lanzó Monkeypaw Productions y estrenó la serie de comedia Key &amp; Peele el 31 de enero en Comedy Central .  Cuando la serie terminó en 2015, Peele y Keegan-Michael Key escribieron el guion de la película de comedia de acción Keanu, que fue estrenada el 29 de abril de 2016 por New Line Cinema y Warner Bros. Pictures. 
El 21 de septiembre de 2015, se anunció que Peele escribiría y dirigiría su primer largometraje como director Get Out, una película de terror social protagonizada por Daniel Kaluuya y Allison Williams que fue estrenada el 24 de febrero de 2017 por Universal Pictures.  Tras el éxito de la película, Peele firmó un contrato de primera vista por dos años con Universal. El acuerdo se hizo con la intención de resaltar historias y creativos de comunidades marginadas. 
El 3 de noviembre de 2015, se informó que Henry Selick estaba desarrollando Wendell & Wild, una película de terror de comedia animada para adultos stop-motion basada en un libro inédito de Selick y Clay McLeod Chapman.   La película estaba programada para ser protagonizada por Key y Peele, este último también fue escritor y productor de la película.  En marzo de 2018, Netflix adquirió la película.  La película se estrenó en el Festival Internacional de Cine de Toronto el 11 de septiembre de 2022 y luego se estrenó el 28 de octubre de 2022. 
El 16 de mayo de 2017, se anunció que la compañía y Bad Robot Productions de JJ Abrams estaban produciendo una serie de televisión de terror titulada Lovecraft Country para HBO y Warner Bros. Television Studios . La serie se basó y sirvió como continuación de la novela homónima de 2016 de Matt Ruff. El piloto fue escrito por Misha Green, quien se desempeñó como showrunner de la serie. Peele, Abrams y Ben Stephenson fueron los productores ejecutivos.  La serie se estrenó el 16 de agosto de 2020.
El 8 de mayo de 2018 se anunció que Peele escribiría y dirigiría su segundo largometraje Us, una película de terror protagonizada por Lupita Nyong'o, Winston Duke y Elisabeth Moss. La película fue estrenada el 22 de marzo de 2019 por Universal Pictures.  En 2019, Us apareció en un laberinto para Halloween Horror Nights de Universal y en 2022 como parte del tranvía del terror.
El 9 de noviembre de 2020, se anunció que Peele escribiría y dirigiría su tercer largometraje Nope, una película de terror de ciencia ficción protagonizada por Daniel Kaluuya, Keke Palmer y Steven Yeun que Universal Pictures estrenó el 22 de julio de 2022. El set original de Jupiter's Claim, el parque temático ficticio que aparece en la película, se agregó permanentemente como parte del Studio Tour de Universal Studios Hollywood . El set se convirtió en la primera atracción del Studio Tour que se inauguró el mismo día del estreno de una película.  En 2022, Nope apareció en Halloween Horror Nights de Universal como parte del tranvía del terror con nosotros .
El 1 de septiembre de 2021, Monkeypaw y Peele firmaron un acuerdo televisivo de varios años con Universal Studio Group, poniendo fin a un acuerdo previo de primera vista con Amazon Studios . El acuerdo supuso una asociación con Universal para la producción cinematográfica y televisiva. 
El 20 de marzo de 2023 se anunció que Peele escribiría y dirigiría su cuarto largometraje. Estaba previsto que Universal Pictures lo estrenara el 25 de diciembre de 2024, antes de que fuera eliminado silenciosamente de la programación de Universal. 

## Filmografía

### Películas
| Fecha de lanzamiento    | Película                        | Director      | Presupuesto   | Recaudación     | Distribuidor          |
| ----------------------- | ------------------------------- | ------------- | ------------- | --------------- | --------------------- |
| 29 de abril de 2016     | Keanu                           | Pedro Atencio | $15 millones  | $20.7 millones  | Warner Bros. Pictures |
| 24 de febrero de 2017   | Get Out                         | Jordan Peele  | $4.5 millones | $255.7 millones | Universal Pictures    |
| 10 de agosto de 2018    | BlacKkKlansman                  | Spike Lee     | $15 millones  | $93.4 millones  | Focus Features        |
| 22 de marzo de 2019     | Us                              | Jordan Peele  | $20 millones  | $256.1 millones | Universal Pictures    |
| 27 de agosto de 2021    | Candyman                        | Nia DaCosta   | $25 millones  | $77.4 millones  | Universal Pictures    |
| 22 de julio de 2022     | ¡Nop!                           | Jordan Peele  | $68 millones  | $172.3 millones | Universal Pictures    |
| 2 de septiembre de 2022 | Honk for Jesus. Save Your Soul. | Adamma Ebo    | N/A           | $2.6 millones   | Focus Features        |
| 28 de octubre de 2022   | Wendell & Wild                  | Henry Selick  | N/A           | N/A             | Netflix               |
| 5 de abril de 2024      | Monkey Man                      | Dev Patel     | $10 millones  | $35.3 millones  | Universal Pictures    |

### Próximas películas
| Lanzamiento              | Película                    | Director       | Distribuidor       |
| ------------------------ | --------------------------- | -------------- | ------------------ |
| 19 de septiembre de 2025 | Him                         | Justin Tipping | Universal Pictures |
| 23 de octubre de 2026    | Película sin título         | Jordan Peele   | Universal Pictures |
| N/A                      | The People Under the Stairs | N/A            | Universal Pictures |
| N/A                      | Sinkhole                    | N/A            | Universal Pictures |
| N/A                      | Suicide by Sunlight         | Nikyatu Jusu   | Universal Pictures |

## Cortometraje
| Fecha de lanzamiento | Película | Director(es)   | Distribuidor |
| -------------------- | -------- | -------------- | ------------ |
| 13 de marzo de 2022  | Moshari  | Nuhash Humayun | N/A          |

## Series de televisión

### Series de TV
| Año       | Serie             | Creador(es)                     | Red             |
| --------- | ----------------- | ------------------------------- | --------------- |
| 2012-2015 | Key & Peele       | Keegan-Michael Key Jordan Peele | Comedy Central  |
| 2018-2021 | The Last O.G.     | Juan Carcieri Jordan Peele      | TBS             |
| 2019      | Weird City        | Charlie Sanders Jordan Peele    | YouTube Premium |
| 2019      | lorena            | Joshua Rofé                     | Prime Video     |
| 2019-2020 | The Twilight Zone | Simon Kinberg Marco Ramírez     | Paramount+      |
| 2020-2023 | Hunters           | David Weil                      | Prime Video     |
| 2020      | Lovecraft Country | Misha Verde                     | HBO             |

### En desarrollo
| Año | Serie   | Creador(es) | Red         |
| --- | ------- | ----------- | ----------- |
| TBA | Coyotes | N/A         | Prime Video |

## Pódcasts
| Año  | Podcast                                                    | Creador(es)                                 | Red     |
| ---- | ---------------------------------------------------------- | ------------------------------------------- | ------- |
| 2022 | Quiet Part Loud                                            | Jordan Peele Mimi O'Donnell ganar rosenfeld | Spotify |
| 2022 | Chutzpah: Hunters presenta historias reales de resistencia | Jordan Peele David Weil                     | N/A     |

## Libros
| Año  | Libro                                                     | Autor          | Fecha de publicación    |
| ---- | --------------------------------------------------------- | -------------- | ----------------------- |
| 2019 | Get Out: el guion completo comentado                      | Jordan Peele   | 26 de noviembre de 2019 |
| 2023 | Out There Screaming: una antología del nuevo terror negro | Varios autores | 3 de octubre de 2023    |